# Jean-Antoine d'Auberjon
Jean-Antoine Paul Serge d'Auberjon est un homme politique français né le 11 décembre 1772 à Limoux (Aude) et décédé le 25 août 1832 à Limoux.

## Biographie
Propriétaire, il est député de l'Aude de 1820 à 1827, siégeant comme royaliste modéré, opposé au gouvernement Villèle, avant de le soutenir et de siéger avec les ultra-royalistes. Il est nommé préfet des Pyrénées-Orientales en 1824 puis passe à la préfecture de la Charente en mars 1828 avant d'être mis à la retraite à la fin de l'année 1828.

## Sources
- « Jean-Antoine d'Auberjon », dans Adolphe Robert et Gaston Cougny, Dictionnaire des parlementaires français, Edgar Bourloton, 1889-1891 [détail de l’édition]